# شيت سان مونغ
شيت سان مونغ (بالبورمية: ချစ်စမ်းမောင်)‏ هو لاعب كرة قدم ميانماري في مركز ظهير ‏، ولد في 25 يناير 1988 في يانغون في ميانمار. لعب مع نادي آياياوادي يونايتد ونادي ياداناربون.

## وصلات خارجية
- شيت سان مونغ على موقع قاعدة بيانات كرة القدم.إي يو (الإنجليزية)
- شيت سان مونغ على موقع Soccerway.com (الإنجليزية)